# Everlasting Summer
Everlasting Summer (in russo Бесконечное Лето?, Beskonechnoe leto) è una visual novel sviluppata da Soviet Games. Originariamente pubblicata in russo, nel 2014 è stata distribuita una versione in inglese su Steam e nel 2016 il gioco ha ricevuto una traduzione in italiano. Oltre alla conversione per Android, il titolo è stato distribuito per macOS, Linux e iOS. Nell'agosto 2015 il sito Nutaku ha pubblicato una versione del gioco accessibile tramite browser.

## Trama
Il protagonista è un venticinquenne russo di nome Semyon che si addormenta durante una serata invernale su un autobus e si risveglia ringiovanito nella colonia estiva di Sovyonok, circondato da pionieri.

## Personaggi

### Principali
Semyon / Семён

Semyon è un ragazzo di circa 25 anni, con capelli e occhi castani. Apparentemente non ha nulla di speciale - viene infatti descritto come qualcuno che non verrebbe notato camminando per strada - e conduce una vita triste e solitaria, in cui la maggior parte delle sue interazioni avvengono tramite computer. Ha frequentato l'università ma ha abbandonato gli studi dopo un anno e mezzo; da allora, si guadagna da vivere tramite piccoli impieghi in smartworking. Ha preso qualche lezione di chitarra e si dice che le sue capacità di programmazione fossero al di sopra della media. Quando finisce nel campo Sovyonok, si ritrova ad avere 17 anni.
Slavya / Славя

Slavyana, chiamata dagli amici Slavya, ha dei lunghi capelli color biondi avvolti in due trecce che le scendono sotto la vita, è un'amante della natura ed è la classica brava ragazza che cerca di aiutare il campo in ogni modo possibile, tanto che la leader di Sovyonok l'ha scelta come sua principale collaboratrice. Quando le viene chiesto da dove proviene la sua famiglia, risponde "da un posto in cui fa freddo". La sua lealtà allo spirito pionieristico viene mostrata in diverse occasioni, ad esempio quando accoglie Semyon e gli spiega le regole del campo oppure quando cerca di tenere uniti i pionieri.
Lena / Лена

Lena, che ha i capelli corti viola, è introversa e spesso la si vede leggere un libro (Via col vento). È amica di Alisa da molto tempo, anche perché le due sono cresciute nella stessa città ma la loro relazione si è complicata nel corso degli anni. Durante il gioco, diventa più estroversa e sembra affezionarsi a Semyon, ma potrebbe non essere così innocente come sembra. La solitudine non le dispiace e a volte può essere vista fare sport da sola, ma mantiene comunque rapporti amichevoli con altri personaggi come Slavya. 
Alisa / Алиса

Alisa ha i capelli corti arancioni ed è la ribelle del gruppo: ama il rock, suona la chitarra e spesso indossa la divisa in modo succinto. Viene presentata come una ragazza molto estroversa e aggressiva che non accetta un no come risposta, ma col passare del tempo il suo lato tenero farà capolino. La sua amicizia con Lena si è un po' guastata nel corso del tempo a causa di alcune gelosie reciproche, ma nonostante tutto le due riescono ad avere un buon rapporto. È spesso arrabbiata perché la gente la definisce "una punk senza senso dell'ordine", il chè può anche essere vero: tuttavia Alisa agisce in questa maniera solo per sfuggire alla noia e agli sguardi strani del benpensanti.
Ulyana / Ульяна

Ulyana è di circa 3-4 anni più giovane rispetto alle altre ragazze e sfoggia capelli rossi di media lunghezza separati in due code di cavallo. È un maschiaccio atletico e ama le storie spaventose. Maliziosa e impertinente, è sempre nei guai e la sua natura infantile non la aiuta a sfuggire alle situazioni di pericolo in cui si trova spesso. Ottima calciatrice, è diventata famosa per aver rubato caramelle alla mensa e per altri scherzi che lei giudica interessanti o divertenti, ma che al contempo fanno preoccupare la leader del campo. Man mano che la trama del gioco si sviluppa, mostra di voler essere accettata per quello che è e non per la bambina che la gente pensa che sia. 
Miku / Мику

Come il nome suggerisce, Miku ha origini giapponesi da parte di madre ed ha lunghi capelli color ciano divisi in due code di cavallo (così come Hatsune Miku, a cui il personaggio si spira). La si trova spesso nel circolo della musica, di cui è l'unica componente. Tende a parlare prima di pensare, il che spesso la porta a dire parole senza senso che il protagonista non può capire. A volte fa riferimenti oscuri a seconda della situazione in cui si trova e non sembra essere la più brillante del gruppo. Tuttavia, sa cantare melodiose canzoni tradizionali nipponiche ed è brava a suonare la chitarra. La sua route è molto diversa rispetto alle altre, ma per sbloccarla bisogna prima aver completato tutti gli ending buoni.
Yulya / Юля

Yulya è una ragazza-gatto con lunghi capelli castani: l'aspetto è umano, se si escludono le orecchie e la coda che invece sono feline. Afferma di sapere molto poco, anche di se stessa (difatti non conosce nemmeno il suo nome: è il protagonista ad appellarla Yulya). Può essere vista in alcune illustrazioni del gioco, ma appare nella storia solo dopo che sono soddisfatte condizioni molto specifiche, che richiedono l'aver completato tutti gli ending positivi del gioco, compreso quello di Miku. Viene presentata come una ragazza molto timida che non ha avuto un vero legame con nessuno da quando è arrivata nel campo. Trascorre il suo tempo a preparare le provviste per l'inverno, che consistono nel cibo che ruba dalla mensa e alle noci, ai funghi e alle bacche che trova nella foresta che circonda il campo. Sebbene i dettagli su di lei siano rari e misteriosi, il protagonista è certo che la sua presenza sia collegata al suo improvviso arrivo al campo.
Tutte le ragazze hanno 18 anni, tranne Ulyana.

### Secondari
Olga Dmitrievna / Ольга Дмитриевна

La ventenne Olga Dmitrievna è la leader del campo. Ha i capelli castani lunghi, gli occhi verdi e indossa spesso un cappello stile "Panama". Compagna di stanza di Semyon, ha il compito di mantenere l'ordine e la disciplina all'interno di Sovyonok. Anche se i suoi modi possono apparire burberi e autoritari, quasi sempre finisce per non affibiare nessuna punizione ai pionieri ribelli.
Elektronik / Электроник

Electronik è un ragazzo biondo con gli occhi azzurri che trascorre gran parte del suo tempo a costruire un robot dalle sembianze femminili nel circolo di cibernetica insieme all'amico Shurik. È innamorato, non corrisposto, della bibliotecaria Zhenya. Prende il nome dal protagonista del romanzo sovietico Electronic Boy from the Portmanteau di Yevgeny Veltistov e le sembianze dal personaggio della miniserie The Adventures of the Elektronic, basata sul libro citato pocanzi.
Shurik / Шурик

Shurik è un ragazzo biondo e gli occhiali. Anche lui trascorre gran parte del suo tempo nel circolo di cibernetica. Nel quinto giorno, sparirà brevemente dal campo e Semyon sarà costretto ad andarlo a cercare. Prende il nome da Alexandre 'Shurik' Timofeev, personaggio apparso in numerosi film sovietici (tra cui Operazione Y e altre avventure di Šurik, da cui deriva il suo aspetto).
Zhenya / Женя

Zhenya è un'adolescente con corti capelli neri e occhiali, che lavora come bibliotecaria del campo. Irascibile, fredda e talvolta sarcastica, rifiuterà in maniera violenta il corteggiamento di Elektronik. È l'unica ragazza adolescente del campo che non ha una sua route, ma c'è una mod ufficiale che aggiunge un percorso dedicato interamente a lei.
Viola / Виола

Viola è l'infermiera del campo e si prende cura dei malati e dei feriti nell'infermeria. Ha circa cinquant'anni, gli occhi di due colori diversi e un atteggiamento a volte seducente e lascivo.
"Pioniere" / "Пионер"

Un misterioso pioniere, che sembra essere lo stesso Semyon provieniente da una realtà alternativa: fa occasionalmente visita al protagonista, spesso per schernirlo. 